# 방귀온
방귀온(房貴溫, 1465년 ∼ ？)은 조선의 문신이다. 본관은 남양(南陽), 자는 옥여(玉汝), 호는 금서(錦西)이다.

## 생애
증조부는 직제학(直提學) 방사량(房士良)이고, 할아버지는 정산현감 방구성(九成)이며, 아버지는 사정(司正) 방계문(戒文), 어머니는 정존(鄭存)의 딸이다. 전라도 나주 출신이다.
1495년(연산군 1) 증광시(增廣試)에 급제하여 진사(進士)가 되었다.
1517년(중종 12) 전라도관찰사 조원기(趙元紀)가 “나주(羅州) 진사(進士) 방귀온(房貴溫)은 효행(孝行)이 있고 거상(居喪)을 잘하고 정심(正心)·정도(正道)를 지켜 향리(鄕里)에서 추복(推服)받습니다.”라고 장계를 올려 1518년 유일(遺逸)로서 헌릉참봉(獻陵參奉)에 제수되었다.
1519년 현량과(賢良科)에 급제하여 사간원정언(司諫院正言)이 되었다.
조광조(趙光祖)의 문인으로서 같은 해 기묘사화(己卯士禍)로 연루되어 유배되었으나, 1538년 이조판서 윤인경(尹仁鏡)의 상소로 인하여 신원(伸寃)되었다. 벼슬은 이조참의에 이르렀다.
전라도 남원의 유천서원(楡川書院)에 배향되었다.

## 가족 관계
- 증조부 : 방사량(房士良)
- 증조모 : 백계(白磎)의 딸
  - 조부 : 방구성(房九成)
    - 부 : 방계문(房戒文)
    - 백부 : 방순문(房恂文)
      - 사촌 : 방귀원(房貴元)

  - 외조부 : 정존(鄭存)
    - 모 : 정존(鄭存)의 딸
      - 부인 : 노회명(魯懷明)의 딸
      - 부인 : 허수(許壽)의 딸